# إبراهيم أبو لغد
الدكتور إبراهيم أبو لُغد (15 فبراير 1929 ـ 23 مايو 2001) هو أكاديمي فلسطيني أمريكي. كان أستاذًا للعلوم السياسية ورئيسًا لدائرة العلوم السياسية في جامعة نورثويسترن الأمريكية. وصفه إدوارد سعيد بأنه «أبرز أكاديميي ومفكري فلسطين»، كما اعتبره رشيد خالدي أول باحث عربي أمريكي يحدث تأثيرًا جديًّا في نظرة الأمريكيين والمختصين بالعلوم السياسية إلى الشرق الأوسط.

## حياته وعمله الأكاديمي
ولد أبو لغد في حي المنشية بمدينة يافا في 15 فبراير 1929، إبان الانتداب البريطاني على فلسطين، ونشأ فيها. وفي سنة 1948، هاجر إلى الولايات المتحدة، التي حمل جنسيتها لاحقًا، حيث التحق بجامعة إلينوي ليحصل على درجة البكالوريوس في الآداب سنة 1951، ثم الماجستير في الآداب، قبل ان يحصل على دكتوراه الفلسفة في دراسات الشرق الأوسط من جامعة برنستون سنة 1957.
عقب ذلك، عمل أبو لغد خبيرًا ميدانيًا لليونسكو في مصر لثلاث سنوات، حيث تولى إدارة قسم أبحاث العلوم الاجتماعية، ثم عمل مستشارًا للأمم المتحدة.
تولى أبو لغد التدريس في كلية سميث بولاية ماساتشوستس وفي جامعة مكغيل بمدينة مونتريال الكندية. وفي سنة 1967، التحق بهيئة تدريس جامعة نورثويسترن أستاذًا للعلوم السياسية، ثم صار في الثمانينيات رئيسًا لقسم العلوم السياسية بها. اشتهر أبو لغد في هذه المرحلة في الأوساط الأكاديمية الأمريكية، وربطته علاقات وثيقة مع نخبة من كبار الاساتذة والباحثين من بينهم إدوارد سعيد.
في سنة 1992، قر أبو لغد مغادرة الولايات المتحدة إثر تعيينه نائبًا للرئيس وأستاذًا في جامعة بيرزيت، حيث أقام بمدينة رام الله القريبة حتى وفاته.

## حياته السياسية
نشط أبو لغد عدة سنوات محاضرًا وكاتبًا في الدفاع عن القضايا العربية ولا سيما القضية الفلسطينية. انتخب سنة 1977 عضوًا بالمجلس الوطني الفلسطيني (البرلمان الفلسطيني في الخارج)، وشرع بعد ذلك بوقت قصير في تنفيذ مشروع جامعة فلسطينية وطنية مفتوحة في بيروت تحت رعاية اليونسكو، غير أن المشروع لم ينفذ آنذاك بسبب الغزو الإسرائيلي للبنان. استقال في 1991 من المجلس الوطني الفلسطيني، وقد كان من أنشط الأكاديميين والعرب في المحافل السياسية الأمريكية بعد سنة 1967.
ساهم أبو لغد في تأسيس اللجنة المستقلة لحقوق المواطنين ومركز إصلاح المناهج الدراسية (الذي كان مديرًا له من 1995 إلى 1997) و«مركز قطان الثقافي» في رام الله.
عارض أبو لغد بقوة ـ كصديقه إدوارد سعيد ـ اتفاقات أوسلو سنة 1993، مع أنه ظل متحمسًا لبناء المؤسسات الفلسطينية وخاصة في الميدانين الثقافي والتعليمي.

## حياته العائلية
تزوج أبو لغد سنة 1951 من جانيت ليبمان أبو لغد، وهي أيضًا أكاديمية لها كتاب شهير عن القاهرة، وأنجب منها ثلاث بنات هن: ليلى ومريم ودينة، وولدًا هو جواد، إلا ان زواجهما انتهى بالطلاق سنة 1991. وكان عند وفاته جدًا لستة احفاد.

## مؤلفاته
ألف أبو لغد وحرر عددًا من الكتب، من أهمها:
- المواجهة العربية الإسرائيلية في 1967: منظور عربي (1970)
- تهويد فلسطين (1972)

وله أيضًا العديد من البحوث والمقالات والرسائل والدراسات العلمية المنشورة باللغتين الإنجليزية والعربية، ركزت معظمها على القضايا السياسية والتاريخية والتعليمية في فلسطين والعالم العربي.

## وفاته
توفي أبو لغد في مدينة رام الله يوم الأربعاء 23 مايو 2001، ودُفن في مسقط رأسه مدينة يافا.